# Vivi Fernandez
Viviane Moreira Fernandes, mais conhecida como Vivi Fernandez (Brasília, 29 de setembro de 1977), é uma atriz, modelo e dançarina brasileira.

## Biografia
Nascida e criada em Brasília, é filha de um militar e de uma dona de casa. Viviane formou-se como técnica de prótese dentária, e após um ano trabalhando na área, optou por sair de casa, e seguir a carreira de modelo, seu desejo desde adolescente, e para isso mudou-se sozinha para São Paulo aos vinte anos de idade, até hoje vivendo nessa cidade. Após conseguir ser aprovada em uma agência de modelos, começou a trabalhar como modelo fotográfica, participando de comerciais e editoriais de moda, além de pequenos desfiles. Com seu salário,investiu em cursos de dança e teatro.
Sua incursão no mundo do entretenimento televisivo se deu por meio de sua participação em concursos de dança. Sua participação no concurso para a escolha da Nova Loira do Tchan,em que a vencedora iria substituir Carla Perez no grupo É o Tchan! lhe garantiu um teste para integrar a equipe do Programa H da Band, mas ganhou notoriedade ao fazer parte do grupo das Mallandrinhas,as assistentes de palco de Sérgio Mallandro, no período em que o mesmo foi contratado da TV Gazeta. Porém, em 1999, ela prestou queixas de assédio sexual, atentado violento ao pudor, ameaça e constrangimento contra o apresentador, alegando que tais fatos ocorreram durante o tempo em que colaboraram profissionalmente.
Entre 2003 e 2004, se destacou ao posar para uma série de ensaios de nu artístico, incluindo alguns para a revista Sexy Premium, conhecida por sua abordagem audaciosa. Em 2005, ingressou na indústria pornográfica, assinando contrato com a produtora Brasileirinhas. Seu primeiro filme, Vivi.com.vc, quebrou recordes de vendas e foi disponibilizado online antes mesmo de chegar às lojas. Todos os seus trabalhos pornográficos contaram com a participação de seu ex-namorado da época. Em 2009, posou para a revista Playboy em uma edição especial,  anunciando posteriormente que não mais atuaria em filmes pornográficos, após um faturamento de pouco mais de R$1 milhão nesta carreira.
Além de sua carreira como atriz pornográfica, Vivi também teve experiências como comediante em programas como A Praça é Nossa e Sem Controle, além de protagonizar as Câmeras Escondidas no Programa Sílvio Santos e se aventurar no teatro. Seu apelo sensual continuou como uma marca registrada, levando-a a se tornar apresentadora da programação do canal erótico Sexprive em 2019 e a criar uma conta no OnlyFans em 2021. No dia 11 de julho de 2019, a participação de Vivi Fernandez no The Noite garantiu ao SBT a liderança no horário e o recorde de audiência do programa no ano. Em 2024, foi anunciada como participante da segunda temporada do reality show A Grande Conquista, exibido pela rede Record, mas acabou sendo eliminada ainda na primeira fase da competição. No mesmo ano, garantiu sua participação oficial na 16.ª temporada de A Fazenda, após ter sido a segunda participante mais bem votada pelo público ao disputar uma das vagas finais para entrar no jogo. Porém, foi a primeira eliminada da competição na semana seguinte.

## Vida pessoal
Em 17 de janeiro de 2016, após sete meses de namoro, casou-se no civil e no religioso com o tatuador Fabiano dos Santos, entretanto, em julho de 2017 o casal divorciou-se. Em entrevistas revelou ter entrado em depressão, e que melhorou após terapia.
Também namorou o humorista Matheus Ceará. Após outros relacionamentos casuais com atores, modelos e cantores, Vivi Fernandez assumiu estar namorando o baterista da banda Malta, Adriano Daga, desde outubro de 2018. Em entrevistas revelou que deseja casar-se novamente e ter filhos.
Casou-se com o empresário Marcelo Toledo em 9 de setembro de 2024, em uma cerimônia religiosa em Bertioga, litoral de São Paulo.

## Carreira

### Televisão
| Título                 | Emissora   |
| ---------------------- | ---------- |
| Programa H Positivo    | Band       |
| Festa do Mallandro     | CNT-Gazeta |
| Alegria Geral          | Rede Globo |
| A Praça é Nossa        | SBT        |
| Sem Controle           | SBT        |
| Programa Silvio Santos | SBT        |
| A Grande Conquista 2   | RecordTV   |
| A Fazenda 16           | RecordTV   |

### Teatro
| Ano  | Título               |
| ---- | -------------------- |
| 2009 | Tudo em Cima da Cama |
| 2011 | A Segunda Dama       |

### Cinema
| Ano  | Título                       |
| ---- | ---------------------------- |
| 2005 | vivi.com.vc                  |
| 2006 | vivi.com.anal                |
| 2006 | Carnaval 2006 Brasileirinhas |
| 2008 | vivi.com.tesão               |
| 2008 | Elite da Brasileirinhas      |
| 2009 | O Fenômeno Voltou            |